# 대화식 음성 응답
대화식 음성 응답(interactive voice response, IVR)은 음성과 키패드를 통한 DTMF 톤 입력을 통해 컴퓨터와 인간이 상호작용하게 하는 기술을 말한다.
전화 통신에서는, IVR 을 통해 전화 키패드나 음성 인식 방법으로 사용자가 회사의 호스트 시스템과 상호 작용하도록 하는데, IVR 에서는 다이얼로그에 따른 이러한 요청들을 서비스 하게 된다. IVR 시스템은 이용자들이 어떻게 진행해야 하는지를 추가적으로 알려주기 위해 미리 녹음되거나 동적으로 생성된 음성으로 응답할 수 있다. IVR 응용 프로그램은 인터페이스가 일련의 단순한 상호작용들로 나뉠 수 있는 거의 대부분의 기능을 제어할 수 있으며, 네트워크에 이용되는 IVR 시스템은 충분히 많은 통화량을 처리할 수 있다.
IVR 기술은 자동차에서 손을 쓰지 않고도 동작 할 수 있는 기능에도 도입되었으며, 현재는 자동차에서 위성 네비게이션, 오디오 그리고 휴대폰 시스템 등에 이용된다.
최근의 정보 통신 산업에서는 자동 응답 방식을 IVR 로 언급하는 것이 보통이다. 그러나 이 두 용어는 각각 별개의 의미를 가지고 있으며, 전통적인 정보 통신 전문가들 에게는 다른 의미를 가지기도 한다. 다만 최근에 생겨난 정보 통신 기술, 예를 들어 음성 인터넷 프로토콜(Voice over Internet Protocol, VoIP) 와 같은 기술의 전문가들은 종종 IVR이라는 용어를 모든 종류의 전화 통신 방법 메뉴, 심지어 기본적인 자동 교환까지 의미하는 두루뭉술한 표현으로 사용한다. IVR은 종종 음성 응답장치(voice response unit, VRU)라는 용어로도 사용되기도 한다.

## 일반적인 사용
IVR 시스템은 일반적으로 대량의 통화, 서비스 비용 절감, 그리고 고객 만족도를 높이기 위해 사용된다. 일반적인 IVR 응용 프로그램의 예로는 텔레뱅킹, 전화투표, 신용카드 관련 업무 처리 서비스 등이 있다. 또한 회사에서는 24시간 업무 체제를 위해 IVR 서비스를 사용하기도 한다. IVR와 같은 자동 응답 시스템을 사용하게 되면, 고객의 요청을 사람이 직접 처리할 필요 없이 해결할 수 있으므로 비용을 절감할 수 있다. 종종 고객이 추가 지원을 요청하거나 필요한 정보를 찾을 수 없는 경우에는 해당 통화를 직원에게 직접 연결될 수도 있는데, 이 경우에도 직원이 고객이 자동 응답 시스템을 통해 입력한 정보들을 볼 수 있기 때문에 같은 질문을 추가로 할 필요가 없다.
콜 센터는 사용자를 확인하고 구분하기 위해 IVR을 사용하기도 하며, 사용자를 확인할 수 있는 기능은 각각 고객의 특성에 맞는 서비스를 가능하게 해 준다. 만약 현재 모든 직원이 통화중이어서 해당 고객을 바로 처리할 수 없는 상황이라면, 고객은 직원이 연결될 때까지 기다리거나 다시 전화해 줄 것을 요청할 수도 있다. IVR 시스템은 또한 사용자를 식별하기 위해 네트워크로부터 계좌번호, 개인정보, 암호, 생체 인식(예 : 음성) 등과 같은 발신자 라인 식별(caller line identification, CLI) 정보를 얻을 수도 있다.
IVR 시스템이 여러 개의 전화번호에 대해 응답해 줄 필요가 있을 때에는, DNIS를 사용함으로써 올바른 응용 프로그램 및 언어로 실행할 수 있다. 하나의 커다란 IVR 시스템은 각각 자신의 전화번호와 스크립트를 가지고 있는 수천 개의 응용 프로그램을 처리할 수 있다. IVR 시스템은 또한 고객들의 우선 순위를 설정 할 수도 있다. 각 고객들의 상태에 따라 자동으로 우선 순위를 조절해서 대기 순서를 변경하기도 하며, 이 우선 순위는 DNIS 또는 고객의 전화 목적에 따라 설정할 수도 있다.
중소 기업이나 신생 기업에서는 그들의 비즈니스 규모가 현재 상태보가 더 크게 보이게 하기 위해 IVR 시스템을 사용할 수도 있다. 예를 들어, 고객의 영업 및 지원에 대한 요청 전화가 계속 같은 사람에게 연결되는 것을 굳이 알리지 않아도 된다.
추가로 고객 정보 시스템 및 데이터베이스와의 상호 작용뿐만 아니라, IVR는 감사, 성과 보고, 그리고 미래의 시스템 향상을 위해 자체 데이터 베이스에 각 통화에 대한 세부 정보를 기록하기도 한다.

### 음성 인식 다이얼링
IVR 시스템 중 하나인 음성 인식 다이얼링 (Voice-Activated Dialing, VAD) 시스템은 스위치 또는 PABX (전용 자동 교환기) 사업자의 요청을 자동화하는 데 사용되며, 호출 대기 시간을 줄이기 위해 다수의 병원 및 대형 기업에서 사용되기도 한다. VAD의 추가적인 기능은 외부에서 전화를 건 사람이 내부 직원을 호출하고, 이후 전화를 건 사람과 호출을 받은 직원을 연결해 주는 기능이다. 음성인식 다이얼링 기능뿐만 아니라 최근에는 음성인식을 통해 응답까지 컴퓨터를 통해 수행하고 있다.

### 엔터테인먼트 및 정보
가장 큰 규모의 IVR 플랫폼 중 하나는 순간적으로 아주 많은 전화가 걸려 오게 되는 텔레비전 쇼의 전화 투표에 사용된다. 종종 PSTN에서 네트워크 과부하를 예방하기 위해 각각의 전화 사이의 시간 간격을 주어아 할 경우도 있다.

### 익명 연결
IVR 시스템은 발신자로부터 익명성이 보장되는 데이터를 얻기 위해서 사용되기도 한다. 보통 병원과 진료소에서 실험 결과를 익명으로 처리하기 위해 IVR 시스템을 사용했다. 보통의 실험결과를 전화로 받는 것은 사람에 의해서도 쉽게 처리될 수 있지만, IVR 시스템을 이용함으로써 개인 정보를 보호하고, 실험 결과와 같은 민감한 정보가 노출되어 생길 수 있는 문제를 예방할 수 있다. 사용자는 주어진 비밀번호를 이용해서 자신의 실험 결과를 확인할 수 있다.

### 임상 시험
IVR 시스템은 임상 시험을 수행할 때 생성된 대규모의 데이터를 관리하기 위해 제약 회사나 연구 기관에서 사용하기도 한다. 발신자는 원하는 언어로 질문에 응답하고, 그들의 응답은 데이터베이스에 기록되며, 동시에 이 기록의 신뢰성을 위해 통화 내용이 녹옴될 수도 있다. 이러한 응용 프로그램은 환자를 무작위로 추출하는 것이나 약물 제공에 대해 관리하는 것을 포함한다. 또한 이 시스템은 환자의 기록이나 질의 응답을 기록하기 위해서도 사용될 수 있다.

### 발신 호(Outbound calling)
IVR 시스템은 다른 많은 예측 다이얼 시스템(predictive dialer system) 보다 훨씬 지능적이 때문에, 다음과 같이 서로 다른 회선 상태를 인식해서 통화의 진행 상태를 감지할 수 있으며, 따라서 이를 이용해 발신 호 시스템에서 사용할 수 있다.
- 답변 (IVR은 발신 고객에게 직원이 연결 될 때까지 기다려 달라고 요청할 수 있다.)
- 음성 메일 또는 자동 응답기에 의한 답변 (이러한 상황에서 IVR 시스템은 메시지를 남겨둘 수 있다.)
- 팩스 음 (IVR은 TIFF 등과 같은 이미지를 팩스의 형태로 전송 할 수 있다.)
- 메시지 전달 (IVR은 해당 통화를 포기하고 넘겨줄 수 있다.)
- 무응답

### 다른 용도
- 모바일 - 선불 충전, 등록 또는 벨소리 등의 모바일 구매.
- 은행 - 결제, 이체, 거래 내역 조회 등.
- 판매업 & 엔터테인먼트 - 주문, 예약, 신용 및 직불 카드 결제.
- 공과금 - 검침, 계정 확인, 지불, 사용량 기록 조회 등.
- 여행 - 티켓 예약, 항공편 체크인 등.
- 일기 예보, 도로의 상태 확인 등.

## 같이 보기
- 자동 호 분산기
- 듀얼 톤 다중 주파수 (Dual-tone multi-frequency signaling, DTMF)
- 자동 응답 시스템 (Automated attendant)
- 자동 번호 식별 (Automatic number identification)
- DNIS (Dialed Number Identification Service)
- 음성 인식
- 자연어